# Klerodendron Thomsona
Klerodendron Thomsona (Clerodendrum thomsoniae Balf.f.) – gatunek roślin z rodziny jasnotowatych (Lamiaceae Lindl.). Pochodzi z tropikalnych obszarach Afryki (Kamerun, Zair, Ghana, Mali, Nigeria, Senegal, Sierra Leone), rozprzestrzenia się również w niektórych innych rejonach o klimacie tropikalnym i subtropikalnym. Jest uprawiany w wielu krajach świata.
Nazwę gatunkową nadano roślinie dla uczczenia Williama Coopera Thomsona, nigeryskiego lekarza i misjonarza.

## Morfologia i biologia
W swojej ojczyźnie jest to wiecznie zielone pnącze o wysokości do 4 m. Uprawiany w mieszkaniu w Polsce nie przekracza wysokości 1 m. Liście ciemnozielone, podłużne, jajowate, o długości 8-17 cm. Białe, lub bladofioletowe kwiaty wyrastają w 8-20 kwiatowych kwiatostanach. Pojedynczy kwiat ma  kielich  o średnicy 2, 5 cm i  czerwoną, 5-klapową koronę o średnicy 2 cm. Kielich pozostaje na owocu.

## Uprawa
W krajach o ciepłym klimacie jest uprawiany jako ozdobna roślina ogrodowa, w Polsce może być uprawiany jako roślina pokojowa lub w ogrzewanej szklarni. Wymaga miejsca słonecznego i temperatury nie niższej, niż 10-15OC oraz dużej wilgotności. Podłożem może być zwykła, próchniczna ziemia kwiatowa. Podlewa się umiarkowanie, w zimie mało, nawozi również umiarkowanie i tylko od marca do września. Rozmnaża się z sadzonek, które ukorzenia się w ciepłym pomieszczeniu.